# Splunk
Splunk Inc. er en amerikansk softwarevirksomhed, der producerer software til søgning, monitorering og analysering af web-brugerflader.
Michael Baum og Erik Swan stiftede Splunk Inc i 2003.